# Dimensión isoperimétrica
En matemáticas, la dimensión isoperimétrica de una variedad es una noción de dimensión que trata de capturar cómo el comportamiento a gran escala de la variedad se parece al de un espacio euclidiano (a diferencia de la dimensión topológica o la dimensión de Hausdorff que compara diferentes comportamientos locales con los del espacio euclidiano).
En el espacio euclidiano, la desigualdad isoperimétrica dice que de todos los cuerpos con el mismo volumen, la pelota tiene el área superficial más pequeña. En otras variedades suele ser muy difícil encontrar el cuerpo preciso minimizando el área superficial, y de eso no se trata la dimensión isoperimétrica. 

## Definición formal
Decimos acerca de una variedad diferenciable M que satisface una desigualdad isoperimétrica d-dimensional si para cualquier conjunto abierto D en M con una frontera suave se tiene
{\displaystyle \operatorname {area} (\partial D)\geq C\operatorname {vol} (D)^{(d-1)/d}.}
Las notaciones vol y área se refieren a las nociones regulares de volumen y superficie del área en la variedad, o más precisamente, si la variedad tiene n dimensiones topológicas, entonces vol se refiere al volumen de n dimensiones y el área se refiere a ( n − 1)-volumen dimensional. C aquí se refiere a alguna constante, que no depende de D (puede depender de la variedad y de d ).
La dimensión isoperimétrica de M es el supremo de todos los valores de d tales que M satisface una desigualdad isoperimétrica de dimensión d.

## Ejemplos
Un espacio euclidiano de dimensión d tiene una dimensión isoperimétrica d. Este es el problema isoperimétrico bien conocido — como se discutió anteriormente, para el espacio euclidiano, la constante C se conoce precisamente porque logra el mínimo para la pelota.
Un cilindro infinito (es decir, un producto del círculo y la línea) tiene dimensión topológica 2 pero dimensión isoperimétrica 1. De hecho, multiplicar cualquier variedad con una variedad compacta no cambia la dimensión isoperimétrica (solo cambia el valor de la constante C). Toda variedad compacta tiene dimensión isoperimétrica 0.
Asimismo, es posible que la dimensión isoperimétrica sea mayor que la dimensión topológica. El ejemplo más simple es el gimnasio de la jungla infinita, que tiene una dimensión topológica 2 y una dimensión isoperimétrica 3. Ver  para imágenes y el código de Mathematica.
El plano hiperbólico tiene dimensión topológica 2 y dimensión isoperimétrica infinita. De hecho, el plano hiperbólico tiene una constante de Cheeger positiva. Esto significa que complace la desigualdad
{\displaystyle \operatorname {area} (\partial D)\geq C\operatorname {vol} (D),}
lo que obviamente implica una dimensión isoperimétrica infinita.

## De gráficos
La dimensión isoperimétrica de los gráficos se puede definir de manera parecida. En la encuesta de Fan Chung se da una explicación precisa. El área y el volumen se miden por los tamaños establecidos. Para todo subconjunto A del gráfico G se define {\displaystyle \partial A} como el conjunto de vértices en {\displaystyle G\setminus A} con un vecino en un Una desigualdad isoperimétrica d -dimensional ahora se define por
{\displaystyle |\partial A|\geq C\left(\min \left(|A|,|G\setminus A|\right)\right)^{(d-1)/d}.}
(Esta pregunta de MathOverflow proporciona más detalles.) Los gráficos análogos de todos los ejemplos anteriores son aceptables, pero la definición es ligeramente distinta para evitar que la dimensión isoperimétrica de cualquier gráfico finito sea 0: En la fórmula anterior el volumen de {\displaystyle A} es sustituida por {\displaystyle \min(|A|,|G\setminus A|)} (ver la encuesta de Chung, sección 7).
La dimensión isoperimétrica de una cuadrícula de d-dimensión es d. En general, la dimensión isoperimétrica es resguardada por las cuasi isometrías, tanto por las cuasi isometrías entre variedades, entre gráficas, como también por las cuasi isometrías que llevan las variedades a las gráficas, con las respectivas definiciones. En términos generales, esto significa que un gráfico que "imite" una variedad dada (como la cuadrícula imita el espacio euclidiano) tendría la misma dimensión isoperimétrica que la variedad. Un árbol binario completo infinito tiene dimensión isoperimétrica ∞.[cita requerida]

## Consecuencias de la isoperimetría
Una agregación simple sobre r (o suma en el caso de gráficos) muestra que una desigualdad isoperimétrica d-dimensional implica un crecimiento de volumen d -dimensional, a saber
{\displaystyle \operatorname {vol} B(x,r)\geq Cr^{d}}
donde B (x, r) denota la bola de radio r alrededor del punto x en la distancia de Riemann o en el gráfico de distancia. En general, lo contrario no es verdad, es decir, incluso un crecimiento de volumen exponencial uniforme no implica ningún tipo de desigualdad isoperimétrica. Se puede tener un ejemplo simple tomando el gráfico Z (o sea, todos los números enteros con bordes entre n y n + 1) y conectando al vértice n un árbol binario completo de altura |n|. Ambas propiedades (crecimiento exponencial y dimensión isoperimétrica 0) son fáciles de verificar.
Una excepción interesante es el caso de los grupos. Resulta que un grupo con crecimiento polinomial de orden d tiene una dimensión isoperimétrica d. Esto es aceptable tanto para el caso de los grupos de Lie como para el gráfico de Cayley de un grupo generado finitamente.
Un teorema de Varopoulos conecta la dimensión isoperimétrica de un gráfico con la tasa de escape del camino aleatorio en el gráfico. El resultado dice
Teorema de Varopoulos: si G es un gráfico que satisface a una desigualdad isoperimétrica d-dimensional, entonces
{\displaystyle p_{n}(x,y)\leq Cn^{-d/2}}
donde {\textstyle p_{n}(x,y)} es la probabilidad de que una caminata aleatoria en G comenzando desde x esté en y después de n pasos, y C es una constante.